# Mendata
Mendata város Spanyolországban,  Bizkaia tartományban. Mendata Ajangiz, Munitibar-Arbatzegi Gerrikaitz, Muxika, Arratzu, Nabarniz és Aulesti községekkel határos. Lakosainak száma 380 fő (2024).

## Népesség
A település népessége az utóbbi években az alábbiak szerint változott:
| Lakosok száma | 341  | 343  | 373  | 382  | 378  | 379  | 395  | 383  | 393  | 380  |
|               | 2001 | 2004 | 2007 | 2009 | 2012 | 2014 | 2017 | 2019 | 2022 | 2024 |